# NGC 7192
NGC 7192 este o galaxie situată în constelația Indianul. A fost descoperită în 22 iunie 1835 de către John Herschel. Se află la o distanță de 38,73 de megaparseci de Pământ.